# Ânio

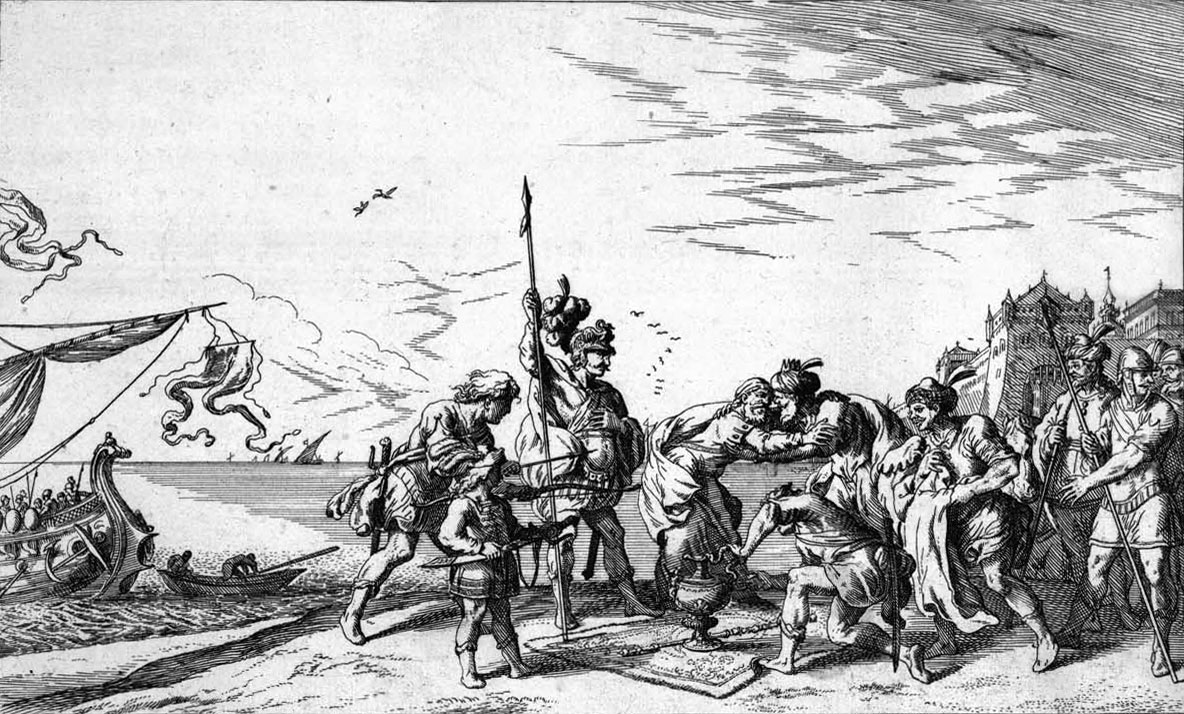
Eneias se reúne com Ânio, em ilustração de Johann Wilhelm Baur.

Ânio era, segundo a mitologia grega, filho de Apolo (Febo) e de uma neta de Dionísio chamada Reo. Apolo o contemplou com o dom da profecia e foi rei de Delos.

## Lenda
Reo, mãe de Ânio, era filha de Estáfilo e Crisótemis. Quando Estáfilo descobriu que sua filha estava grávida, ficou furioso e a colocou num bote, que lançou sobre as ondas do mar. O bote acabou chegando à ilha de Delos, consagrada a Apolo, onde Reo deu à luz.
Ânio se tornou sacerdote de Apolo e rei da ilha de Delos. Casou-se com Doripa, uma mulher da Trácia que havia sido raptada por piratas e que foi resgatada por Ânio pelo preço de um cavalo, com quem teve um filho, Andros, que mais tarde se tornou rei da ilha que recebeu seu nome. Apolo lhe ensinou a arte de interpretar o vôo dos pássaros.
Segundo Ovídio, Ânio teve também quatro filhas. Segundo outra tradição, suas filhas eram Oino, Espermo e Elais, que consagrou a Dionísio, para obter sua proteção. Elas receberam do deus o poder de fazer brotar do solo o azeite (Elais), o trigo (Espermo) e o vinho (Oino), e por isso são conhecidas como "as vinhateiras".
Segundo a lenda, que se desenvolveu sobretudo na época helenística,[carece de fontes?] Ânio reinava em Delos no tempo da guerra de Troia. Quando os gregos preparavam a expedição para sitiar a cidade, recorreram a Ânio para lhes fornecer alimentos, pois souberam que tinha trigo, vinho e azeite disponíveis.
Ânio concordou em abastecê-los, pois, como tinha o dom da profecia, sabia que a vontade dos deuses era que Troia só seria destruída no décimo ano da guerra. Suas três filhas faziam o trabalho de prover os alimentos por vontade própria, mas se cansaram e resolveram fugir. Os gregos se lançaram em sua perseguição e elas pediram ajuda a Dionísio, que as transformou em pombas.
Depois da queda de Troia, Ânio hospedou Eneias e seu pai Anquises, que fugiram da cidade em chamas e peregrinavam pelos mares com vinte navios de sobreviventes em busca de um lugar para fundar uma nova Troia. Ânio já conhecia Anquises, pois ele havia passado por Delos numa viagem anterior à guerra de Troia para perguntar a Ânio se devia acompanhar o rei Príamo a Salamina.